# Nationalparks in Finnland
In Finnland gibt es 40 Nationalparks. Bis auf einen werden sämtliche Parks von der staatlichen finnischen Forstbehörde Metsähallitus verwaltet. Einzig für den Nationalpark Koli ist Metla, das finnische Institut für Waldforschung, zuständig. Die Gesamtfläche aller finnischen Nationalparks beträgt ungefähr 10.000 km², was etwa 3 Prozent der Gesamtfläche Finnlands ausmacht.
In den Nationalparks ist das Jedermannsrecht stark eingeschränkt. Oft ist es verboten, die markierten Wege zu verlassen. Das Zelten oder Feuermachen ist nur an den dafür vorgesehenen Stellen erlaubt. In den Parks mit Seen ist das Schwimmen normalerweise erlaubt. Nicht selten darf man auf den Seen Boot fahren.

## Neue Nationalparks ab 2013
In einer Pressemitteilung vom 27. Februar 2013 teilte das finnische Umweltministerium die Planungen für vier neue Nationalparks mit. Zwei wurden seitdem im Gebiet Teijo bei Salo in Südwestfinnland (realisiert im Februar 2015) und rund um den See Konnevesi (realisiert im Juni 2014) in der Seenregion zwischen Zentralfinnland und Nord-Savo eröffnet. Zwei weitere sollten im Sumpfgebiet Olvassuo (Pudasjärvi) in Nord-Ostbottnien und Kainuu im östlichen Zentralfinnland sowie im Fjell des Wildnisgebiets Käsivarsi in Nordwest-Lappland entstehen. Am 17. Juni 2017 wurde mit dem Nationalpark Hossa in Kainuu der vierzigste Nationalpark des Landes eröffnet.

## Karte
| Bottenwiek |

| Bottnische See |

| Ekenäs |

| Helvetin- järvi |

| Hiidenportti |

| Isojärvi |

| Kauhaneva-Pohjakangas |

| Koli |

| Kolovesi |

| Konnevesi |

| Kurjenrahka |

| Lauhanvuori |

| Leivonmäki |

| Lemmenjoki |

| Liesjärvi |

| Linnansaari |

| Nuuksio |

| östl. Finnischer Meerbusen |

| Oulanka |

| Päijänne |

| Pallas-Yllästunturi |

| Patvinsuo |

| Petkeljärvi |

| Puurijärvi-Isosuo |

| Pyhä-Häkki |

| Pyhä-Luosto |

| Repovesi |

| Riisitunturi |

| Rokua |

| Salamajärvi |

| Schärenmeer |

| Seitseminen |

| Sipoonkorpi |

| Syöte |

| Teijo |

| Tiilikkajärvi |

| Torronsuo |

| Urho Kekkonen |

| Valkmusa |

## Liste der Nationalparks
| Name | Ansicht | Provinz                           | Gründung | Fläche (in km²) | Besucher (2018) |
| --- | ------- | --------------------------------- | -------- | --------------- | --------------- |
| Nationalpark Schärenmeer Saaristomeren kansallispuisto Skärgårdshavets nationalpark                               |         | Varsinais-Suomi                   | 1983     | 500             | 83.900          |
| Nationalpark Bottenwiek Perämeren kansallispuisto Bottenvikens nationalpark                                       |         | Lappland                          | 1991     | 157             | 5.800           |
| Nationalpark Bottensee Selkämeren kansallispuisto Bottenhavets nationalpark                                       |         | Satakunta, Varsinais-Suomi        | 2011     | 940             | 90.100          |
| Nationalpark Ekenäs-Schärenmeer Ekenäs skärgårds nationalpark Tammisaaren saariston kansallispuisto               |         | Uusimaa                           | 1989     | 52              | 53.200          |
| Nationalpark Etelä-Konnevesi Etelä-Konnevesi kansallispuisto Södra Konnevesi nationalpark                         |         | Mittelfinnland, Nordsavo          | 2014     | 15              | 33.500          |
| Nationalpark Helvetinjärvi Helvetinjärven kansallispuisto Helvetinjärvi nationalpark                              |         | Pirkanmaa                         | 1982     | 50              | 26.200          |
| Nationalpark Hiidenportti Hiidenportin kansallispuisto Hiidenportti nationalpark                                  |         | Kainuu                            | 1982     | 45              | 19.300          |
| Nationalpark Hossa Hossan kansallispuisto Hossa nationalpark                                                      |         | Kainuu                            | 2017     | 110             | 101.500         |
| Nationalpark Isojärvi Isojärven kansallispuisto Isojärvi nationalpark                                             |         | Mittelfinnland                    | 1982     | 22              | 19.000          |
| Nationalpark Kauhaneva-Pohjakangas Kauhanevan-Pohjankankaan kansallispuisto Kauhaneva-Pohjankangas nationalpark   |         | Südösterbotten, Satakunta         | 1982     | 57              | 11.400          |
| Nationalpark Koli Kolin kansallispuisto Koli nationalpark                                                         |         | Nordkarelien                      | 1991     | 30              | 190.900         |
| Nationalpark Kolovesi Koloveden kansallispuisto Kolovesi nationalpark                                             |         | Südsavo                           | 1990     | 60              | 16.800          |
| Nationalpark Kurjenrahka Kurjenrahkan kansallispuisto Kurjenrahka nationalpark                                    |         | Varsinais-Suomi                   | 1998     | 29              | 76.800          |
| Nationalpark Lauhanvuori Lauhanvuoren kansallispuisto Lauhanvuori nationalpark                                    |         | Südösterbotten, Satakunta         | 1982     | 53              | 14.300          |
| Nationalpark Leivonmäki Leivonmäen kansallispuisto Leivonmäki nationalpark                                        |         | Mittelfinnland                    | 2003     | 30              | 21.800          |
| Nationalpark Lemmenjoki Lemmenjoen kansallispuisto Lemmenjoki nationalpark                                        |         | Lappland                          | 1956     | 2.860           | 16.900          |
| Nationalpark Liesjärvi Liesjärven kansallispuisto Liesjärvi nationalpark                                          |         | Kanta-Häme                        | 1956     | 22              | 51.100          |
| Nationalpark Linnansaari Linnansaaren kansallispuisto Linnansaari nationalpark                                    |         | Südsavo, Nordsavo                 | 1956     | 97              | 35.500          |
| Nationalpark Nuuksio Nuuksion kansallispuisto Noux nationalpark                                                   |         | Uusimaa                           | 1994     | 55              | 343.700         |
| Nationalpark Östlicher Finnischer Meerbusen Itäisen Suomenlahden kansallispuisto Östra Finska vikens nationalpark |         | Kymenlaakso                       | 1982     | 7               | 20.800          |
| Nationalpark Oulanka Oulangan kansallispuisto Oulanka nationalpark                                                |         | Nordösterbotten, Lappland         | 1956     | 290             | 199.500         |
| Nationalpark Päijänne Päijänteen kansallispuisto Päijänne nationalpark                                            |         | Päijät-Häme                       | 1993     | 14              | 16.600          |
| Nationalpark Pallas-Yllästunturi Pallas-Yllästunturin kansallispuisto Pallas-Yllästunturi nationalpark            |         | Lappland                          | 2005     | 1.020           | 549.200         |
| Nationalpark Patvinsuo Patvinsuon kansallispuisto Patvinsuo nationalpark                                          |         | Nordkarelien                      | 1982     | 105             | 15.800          |
| Nationalpark Petkeljärvi Petkeljärven kansallispuisto Petkeljärvi nationalpark                                    |         | Nordkarelien                      | 1956     | 6               | 20.800          |
| Nationalpark Puurijärvi-Isosuo Puurijärven ja Isosuon kansallispuisto Puurijärvi-Isosuo nationalpark              |         | Satakunta, Pirkanmaa              | 1993     | 27              | 9.000           |
| Nationalpark Pyhä-Häkki Pyhä-Häkin kansallispuisto Pyhä-Häkki nationalpark                                        |         | Mittelfinnland                    | 1956     | 13              | 21.700          |
| Nationalpark Pyhä-Luosto Pyhä-Luoston kansallispuisto Pyhä-Luosto nationalpark                                    |         | Lappland                          | 2005     | 142             | 174.400         |
| Nationalpark Repovesi Repoveden kansallispuisto Repovesi nationalpark                                             |         | Kymenlaakso, Südsavo              | 2003     | 15              | 134.300         |
| Nationalpark Riisitunturi Riisitunturin kansallispuisto Riisitunturi nationalpark                                 |         | Lappland                          | 1982     | 77              | 41.100          |
| Nationalpark Rokua Rokuan kansallispuisto Rokua nationalpark                                                      |         | Kainuu                            | 1956     | 9               | 14.800          |
| Nationalpark Salamajärvi Salamajärven kansallispuisto Salamajärvi nationalpark                                    |         | Mittelfinnland, Mittelösterbotten | 1982     | 62              | 19.400          |
| Nationalpark Seitseminen Seitsemisen kansallispuisto Seitseminens nationalpark                                    |         | Pirkanmaa                         | 1982     | 46              | 42.500          |
| Nationalpark Sipoonkorpi Sipoonkorven kansallispuisto Sibbo storskogs nationalpark                                |         | Uusimaa                           | 2011     | 19              | 98.700          |
| Nationalpark Syöte Syötteen kansallispuisto Syöte nationalpark                                                    |         | Nordösterbotten, Lappland         | 2000     | 299             | 68.900          |
| Nationalpark Teijo Teijon kansallispuisto Tykö nationalpark                                                       |         | Varsinais-Suomi                   | 2015     | 34              | 105.700         |
| Nationalpark Tiilikkajärvi Tiilikkajärven kansallispuisto Tiilikkajärvi nationalpark                              |         | Nordsavo                          | 1982     | 34              | 15.800          |
| Nationalpark Torronsuo Torronsuon kansallispuisto Torronsuo nationalpark                                          |         | Kanta-Häme                        | 1990     | 30              | 29.200          |
| Nationalpark Urho Kekkonen Urho Kekkosen kansallispuisto Urho Kekkonens nationalpark                              |         | Lappland                          | 1983     | 2.550           | 340.500         |
| Nationalpark Valkmusa Valkmusan kansallispuisto Valkmusa nationalpark                                             |         | Kymenlaakso                       | 1996     | 19              | 17.400          |
| Summe: |         |                                   |          | 9.968           | 3.167.800       |